# League of Legends Pro League
La League of Legends Pro League (LPL) est le championnat professionnel chinois de League of Legends organisée par Riot Games.

## Histoire
En 2013, après le succès de la création de la LCK en 2012, le géant chinois Tencent, actionnaire majoritaire de Riot Games l'éditeur de League of Legends souhaite un championnat de la même envergure dans son pays. Ainsi, la LPL est créée et, depuis 2020, la compétition est une ligue de 17 équipes dans laquelle toutes les équipes se rencontrent chacune deux fois (tournoi toutes rondes), et où un match est joué en 2 manches gagnantes.
Durant la fin des années 2010, la Chine possède les meilleures équipes et les meilleurs joueurs du jeu League of Legends et une grande concurrence s'instaure avec la Corée du Sud, très dominante en début de décennie. Entre 2018 et 2021, la LPL place une équipe en finale de chaque championnat du monde, et remporte 3 des 4 éditions.
A l'inverse de la Corée du Sud où des entreprises nationales comme Samsung, KIA ou SK Telecom sponsorisent les équipes coréennes, de nombreuses entreprises internationales sponsorisent les équipes chinoises. Nike a signé en 2019 un partenariat de 5 ans pour près de 150 millions de dollars. League of Legends étant le troisième sport le plus suivi en Chine derrière le football et le basketball, les entreprises occidentales souhaitant s'ouvrir à un marché jeune et asiatique utilisent de plus en plus ce moyen de publicité,.

## Palmarès
| Année | Segment   | Vainqueur               | Finaliste           |
| ----- | --------- | ----------------------- | ------------------- |
| 2013  | Printemps | Oh My God (1)           | Positive Energy     |
| 2013  | Été       | Positive Energy (1)     | Oh My God           |
| 2014  | Printemps | Edward Gaming (1)       | Invictus Gaming     |
| 2014  | Été       | Edward Gaming (2)       | Oh My God           |
| 2015  | Printemps | Edward Gaming (3)       | LGD Gaming          |
| 2015  | Été       | LGD Gaming (1)          | Qiao Gu Reapers     |
| 2016  | Printemps | Royal Never Give Up (1) | Edward Gaming       |
| 2016  | Été       | Edward Gaming (4)       | Royal Never Give Up |
| 2017  | Printemps | Team WE (1)             | Royal Never Give Up |
| 2017  | Été       | Edward Gaming (5)       | Royal Never Give Up |
| 2018  | Printemps | Royal Never Give Up (2) | Edward Gaming       |
| 2018  | Été       | Royal Never Give Up (3) | Invictus Gaming     |
| 2019  | Printemps | Invictus Gaming (1)     | JD Gaming           |
| 2019  | Été       | FunPlus Phoenix (1)     | Royal Never Give Up |
| 2020  | Printemps | JD Gaming (1)           | Top Esports         |
| 2020  | Été       | Top Esports (1)         | JD Gaming           |
| 2021  | Printemps | Royal Never Give Up (4) | FunPlus Phoenix     |
| 2021  | Été       | Edward Gaming (6)       | FunPlus Phoenix     |
| 2022  | Printemps | Royal Never Give Up (5) | Top Esports         |
| 2022  | Été       | JD Gaming (2)           | Top Esports         |
| 2023  | Printemps | JD Gaming (3)           | Bilibili Gaming     |
| 2023  | Été       | JD Gaming (4)           | LNG Esports         |
| 2024  | Printemps | Bilibili Gaming (1)     | Top Esports         |
| 2024  | Été       | Bilibili Gaming (2)     | Weibo Gaming        |
| 2025  | Split 1   | Top Esports (2)         | Anyone's Legend     |
| 2025  | Split 2   | Anyone's Legend (1)     | Bilibili Gaming     |
| 2025  | Split 3   |                         |                     |

## Équipes en lice en 2025
| Équipe               | Joueurs                 | Joueurs                 | Joueurs                  | Joueurs                | Joueurs                   | Coach(es)               |
| Équipe               | Toplaner                | Jungler                 | Midlaner                 | ADCarry                | Support                   | Coach(es)               |
| -------------------- | ----------------------- | ----------------------- | ------------------------ | ---------------------- | ------------------------- | ----------------------- |
| Anyone's Legend      | Flandre (Li Xuan-Jun)   | Tarzan (Lee Seung-yong) | Shanks (Cui Xiao-Jun)    | Hope (Wang Jie)        | Kael (Kim Jin-hong)       | Tabe (Wong Pak Kan)     |
| Anyone's Legend      | Flandre (Li Xuan-Jun)   | Tarzan (Lee Seung-yong) | Shanks (Cui Xiao-Jun)    | Hope (Wang Jie)        | Kael (Kim Jin-hong)       | Xiaobai (Yang Zhong-He) |
| Bilibili Gaming      | Bin (Chen Ze-Bin)       | Shad0w (Zhao Zhi-Qiang) | knight (Zhuo Ding)       | Elk (Zhao Jia-Hao)     | ON (Luo Wen-Jun)          | BigWei (Fu Chien-Wei)   |
| Bilibili Gaming      | Bin (Chen Ze-Bin)       | Shad0w (Zhao Zhi-Qiang) | knight (Zhuo Ding)       | Elk (Zhao Jia-Hao)     | ON (Luo Wen-Jun)          | Easyhoon (Lee Ji-hoon)  |
| Bilibili Gaming      | Bin (Chen Ze-Bin)       | Beichuan (Yang Ling)    | knight (Zhuo Ding)       | Elk (Zhao Jia-Hao)     | ON (Luo Wen-Jun)          | KakaO (Lee Byung-kwon)  |
| Edward Gaming        | Zdz (Zhu De-Zhang)      | Xiaohao (Peng Hao)      | Angel (Xiang Tao)        | Ahn (An Shan-Ye)       | Parukia (Wang Ping-Yang)  | Mni (Peng Feng)         |
| Edward Gaming        | Zdz (Zhu De-Zhang)      | Xiaohao (Peng Hao)      | Angel (Xiang Tao)        | Ahn (An Shan-Ye)       | Parukia (Wang Ping-Yang)  | Liet (Liu Zheng-Yang)   |
| FunPlus Phoenix      | sheer (Xu Wen-Jie)      | iyy (Ma Chen-Shuo)      | Care (Yang Jie)          | JiaQi (Zi Jia-Qi)      | Jwei (Sun Jun-Wei)        | Mingzai (Liu Ming)      |
| FunPlus Phoenix      | sheer (Xu Wen-Jie)      | iyy (Ma Chen-Shuo)      | Care (Yang Jie)          | JiaQi (Zi Jia-Qi)      | hanghang (Huang Yu-Hang)  | Yondaime (Luo Peng)     |
| Invictus Gaming      | TheShy (Kang Seung-lok) | Wei (Yan Yang-Wei)      | Rookie (Song Eui-jin)    | GALA (Chen Wei)        | Meiko (Tian Ye)           | Daeny (Yang Dae-in)     |
| Invictus Gaming      | TheShy (Kang Seung-lok) | JieJie (Zhao Li-Jie)    | Rookie (Song Eui-jin)    | GALA (Chen Wei)        | Meiko (Tian Ye)           | Mafa (Won Sang-yeon)    |
| JD Gaming            | Xiaoxu (Xu Xing-Zu)     | Xun (Peng Li-Xun)       | Scout (Lee Ye-chan)      | Peyz (Kim Su-hwan)     | Wink (Zhang Ru)           | Clearlove (Ming Kai)    |
| JD Gaming            | Xiaoxu (Xu Xing-Zu)     | Xun (Peng Li-Xun)       | Scout (Lee Ye-chan)      | Peyz (Kim Su-hwan)     | Wink (Zhang Ru)           | Sin (Yeon Hyeong-mo)    |
| JD Gaming            | Xiaoxu (Xu Xing-Zu)     | Xun (Peng Li-Xun)       | Scout (Lee Ye-chan)      | Peyz (Kim Su-hwan)     | Wink (Zhang Ru)           | Xiasu (Chen Long)       |
| LGD Gaming           | sasi (Yan Rui)          | Climber (Wu Hong-Tao)   | xqw (Zheng Xia-Jian)     | Shaoye (Qiu Guo-Bin)   | Ycx (Zhao Wen-Hao)        | 1874 (Chen Li-Xin)      |
| LGD Gaming           | sasi (Yan Rui)          | Meteor (Zeng Guo-Hao)   | xqw (Zheng Xia-Jian)     | Shaoye (Qiu Guo-Bin)   | Ycx (Zhao Wen-Hao)        | Chelizi (Xia Han-Xi)    |
| LNG Esports          | Zika (Tang Hua-Yu)      | xiaofang (Fang Zhe-Yu)  | haichao (Zhang Hai-Chao) | LP (Li Fei)            | Zhuo (Wang Xu-Zhuo)       | xiaopeng (Wang Peng)    |
| LNG Esports          | Zika (Tang Hua-Yu)      | xiaofang (Fang Zhe-Yu)  | haichao (Zhang Hai-Chao) | LP (Li Fei)            | Zhuo (Wang Xu-Zhuo)       | U (Zeng Long)           |
| LNG Esports          | Alley (Zhou Yu)         | xiaofang (Fang Zhe-Yu)  | haichao (Zhang Hai-Chao) | LP (Li Fei)            | Zhuo (Wang Xu-Zhuo)       | Viod (Lu Fan)           |
| Ninjas in Pyjamas.CN | Solokill (Mak Fu Keung) | naiyou (Yang Zi-Jian)   | Doinb (Kim Tae-sang)     | Leave (Hu Hong-Chao)   | Niket (Ying Xin-Yuan)     | Rashomon (Luo Bin)      |
| Ninjas in Pyjamas.CN | Solokill (Mak Fu Keung) | naiyou (Yang Zi-Jian)   | Doinb (Kim Tae-sang)     | Leave (Hu Hong-Chao)   | Niket (Ying Xin-Yuan)     | Java (Wei Yi-Fan)       |
| Team WE              | Cube (Dai Yi)           | Monki (Wang Meng-Qi)    | Karis (Kim Hong-jo)      | Taeyoon (Kim Tae-yoon) | Vampire (Zhao Zhe-Can)    | Teacherma (Jiang Chen)  |
| Team WE              | Cube (Dai Yi)           | Monki (Wang Meng-Qi)    | Karis (Kim Hong-jo)      | Taeyoon (Kim Tae-yoon) | Vampire (Zhao Zhe-Can)    | JinJin (Jin Guang-Hua)  |
| ThunderTalk Gaming   | HOYA (Yoon Yong-ho)     | Aki (Mao An)            | SeTab (Song Kyeong-jin)  | 1xn (Li Xiu-Nan)       | Feather (Wang Tian-Ci-Fu) | AFei (Chou Cheng-Ting)  |
| ThunderTalk Gaming   | HOYA (Yoon Yong-ho)     | Aki (Mao An)            | SeTab (Song Kyeong-jin)  | 1xn (Li Xiu-Nan)       | Feather (Wang Tian-Ci-Fu) | NONAME (Zhou Qi-Lin)    |
| Top Esports          | 369 (Bai Jiao-Hao)      | Kanavi (Seo Jin-hyeok)  | Creme (Lin Jian)         | JackeyLove (Yu Wen-Bo) | Hang (Fu Ming-Hang)       | Homme (Yoon Sung-young) |
| Top Esports          | 369 (Bai Jiao-Hao)      | Kanavi (Seo Jin-hyeok)  | Creme (Lin Jian)         | JackeyLove (Yu Wen-Bo) | Hang (Fu Ming-Hang)       | Ggoong (Yu Byeong-jun)  |
| Top Esports          | 369 (Bai Jiao-Hao)      | Kanavi (Seo Jin-hyeok)  | Creme (Lin Jian)         | JackeyLove (Yu Wen-Bo) | Hang (Fu Ming-Hang)       | Ben (Nam Dong-hyun)     |
| Ultra Prime          | 1Jiang (Chen Yi-Chin)   | Junhao (Luo Jun-Hao)    | Saber (Song Dai-Lin)     | Baiye (Liu Wen-Xue)    | Xiaoxia (Xiao Jing-Yao)   | Benny (Lien Hsiu-Chi)   |
| Ultra Prime          | 1Jiang (Chen Yi-Chin)   | Junhao (Luo Jun-Hao)    | Saber (Song Dai-Lin)     | Baiye (Liu Wen-Xue)    | Xiaoxia (Xiao Jing-Yao)   | Ratis (Wong Yu-Fan)     |
| Weibo Gaming         | Breathe (Chen Chen)     | Tian (Gao Tian-Liang)   | Xiaohu (Li Yuan-Hao)     | Light (Wang Guang-Yu)  | Crisp (Liu Qing-Song)     | Despa1r (Zhou Li-Peng)  |
| Weibo Gaming         | Breathe (Chen Chen)     | Tian (Gao Tian-Liang)   | Xiaohu (Li Yuan-Hao)     | Light (Wang Guang-Yu)  | Crisp (Liu Qing-Song)     | Tselin (Zhao Ze-Lin)    |
| Weibo Gaming         | Breathe (Chen Chen)     | Tian (Gao Tian-Liang)   | Xiaohu (Li Yuan-Hao)     | Light (Wang Guang-Yu)  | Crisp (Liu Qing-Song)     | fly (Kim Sang-cheol)    |
| Oh My God            | - (-)                   | - (-)                   | - (-)                    | - (-)                  | - (-)                     | - (-)                   |
| Royal Never Give Up  | - (-)                   | - (-)                   | - (-)                    | - (-)                  | - (-)                     | - (-)                   |

1. 1 2  À cause de leur classement durant le second segment de l'année, OMG et RNG évoluent dans la League of Legends Development League (LDL) pour le dernier segment de la saison.